# Chalybion schulthessirechbergi
Chalybion schulthessirechbergi är en biart som först beskrevs av Franz Friedrich Kohl 1918.
Chalybion schulthessirechbergi ingår i släktet Chalybion och familjen grävsteklar. Inga underarter finns listade i Catalogue of Life.